# هنري مورغان (ممثل)
هنري مورغان (بالإنجليزية: Henry Morgan)‏ هو مقدم برامج إذاعية وصحفي وممثل أمريكي، ولد في 31 مارس 1915 بنيويورك في الولايات المتحدة، وتوفي بنفس المكان في 19 مايو 1994. من الجوائز التي نالها جائزة بيبودي ‏.

## جوائز
- جائزة بيبودي [الإنجليزية]‏

## وصلات خارجية
- هنري مورغان على موقع IMDb (الإنجليزية)
- هنري مورغان على موقع ميوزك برينز (الإنجليزية)
- هنري مورغان على موقع قاعدة بيانات الفيلم (الإنجليزية)